# Die Jagd nach der Frau
Die Jagd nach der Frau è un film muto del 1922 diretto da Bruno Ziener.

## Produzione
Il film fu prodotto dalla Wima-Film Company.

## Distribuzione
La richiesta del visto di censura venne esaminata il 31 marzo 1922.